# اچ‌ام‌سی‌اس پروتکتور (ای‌اوآر ۵۰۹)
اچ‌ام‌سی‌اس پروتکتور (ای‌اوآر ۵۰۹) (به انگلیسی: HMCS Protecteur (AOR 509)) یک کشتی است که طول آن ۱۷۱٫۹ متر (۵۶۴ فوت ۰ اینچ) می‌باشد. این کشتی در سال ۱۹۶۸ ساخته شد.